# Liste Bad Bergzaberner Persönlichkeiten
Die Liste Bad Bergzaberner Persönlichkeiten enthält bedeutende Persönlichkeiten mit Bezug zu Bad Bergzabern, geordnet nach Personen, die in der Stadt geboren wurden, Ehrenbürger waren, beziehungsweise in Bad Bergzabern gewirkt haben. Die Liste erhebt keinen Anspruch auf Vollständigkeit.

## Ehrenbürger der Stadt
Aus Georg Falk: Bad Bergzabern – 700 Jahre Stadt. Bergzabern 1986, S. 49
- 1850: Maximilian Freiherr von Maillot de la Treille (1819–1905), Kgl. Bayerischer Landkommissär in Bergzabern
- 1887: Karl Konrad Ludwig Maurer (1819–1909), Pfarrer
- 1903: Friedrich Wilhelm Keßler (1823–1905), Direktor der Volksbank
- 1925: Konrad Schlitt (1847–1941), Bürgermeister
- 1961: Peter Herzhauser (1884–1976), Bürgermeister
- 1979: Werner vom Scheidt (1894–1984), Maler und Graphiker

## Söhne und Töchter der Stadt

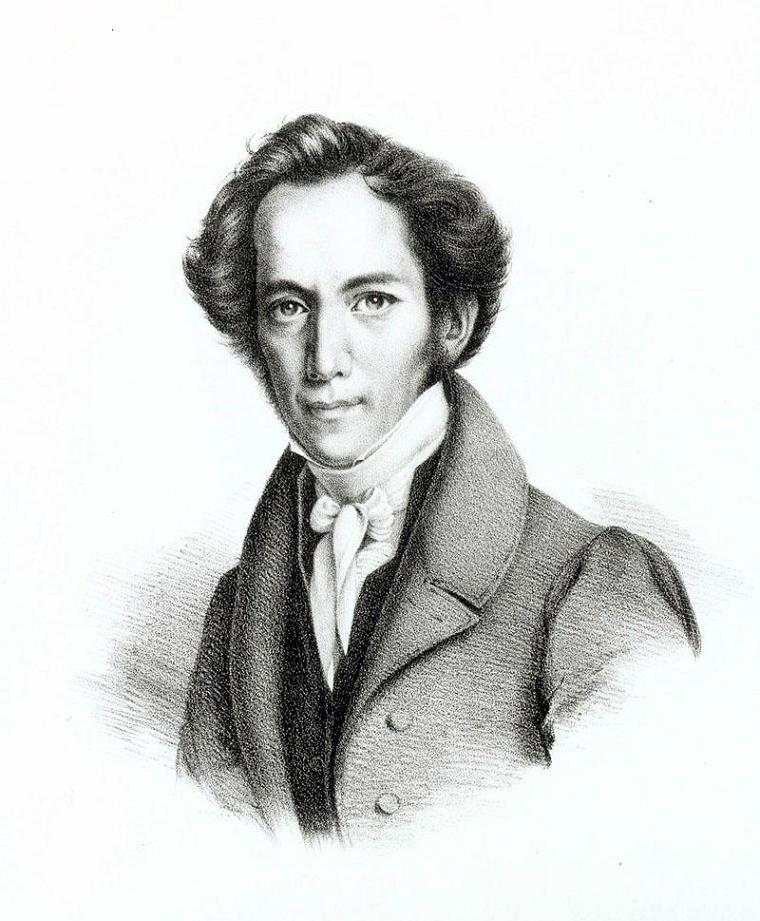
Friedrich Schüler

Karl Culmann

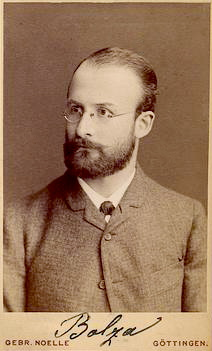
Oskar Bolza

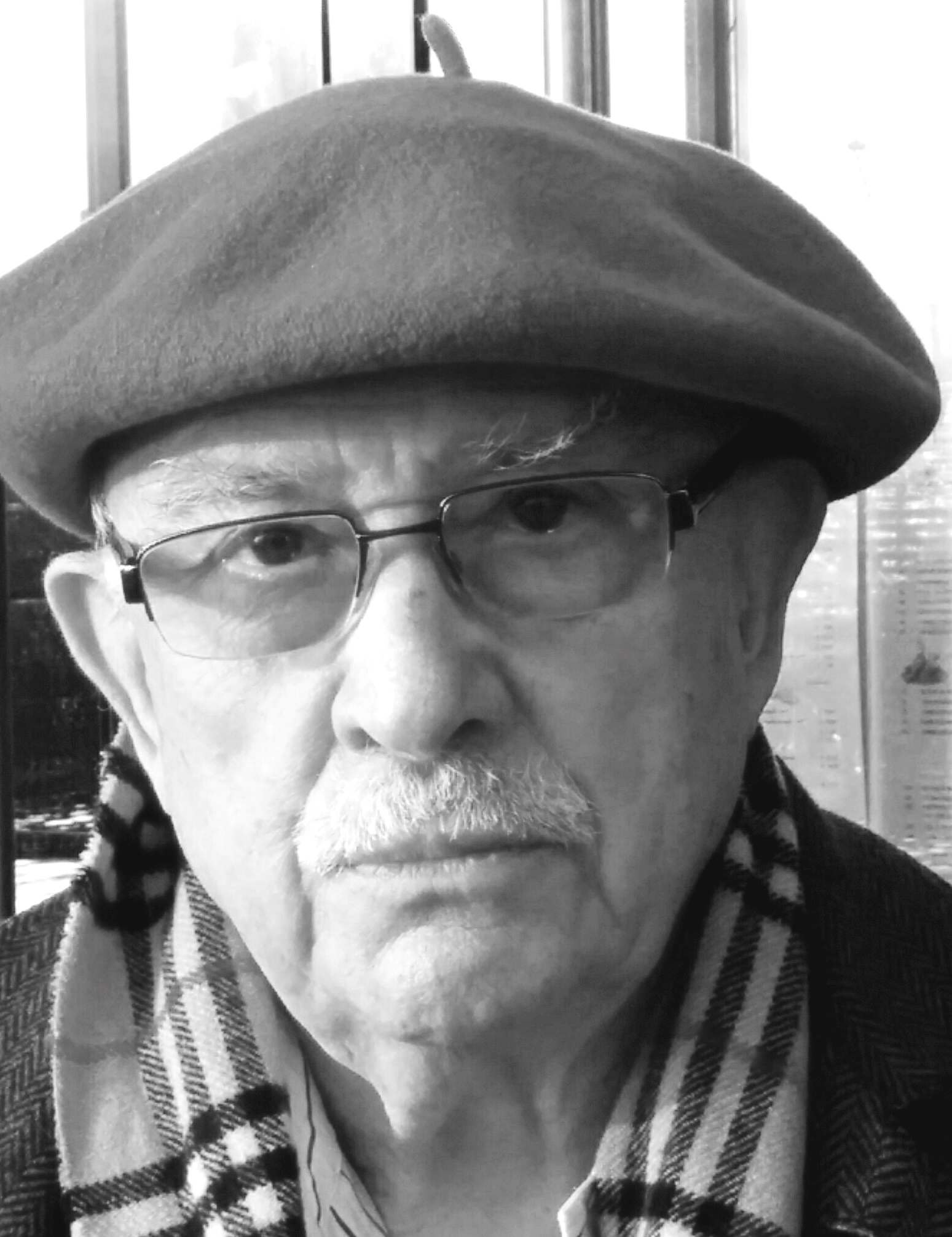
Helmut Junker

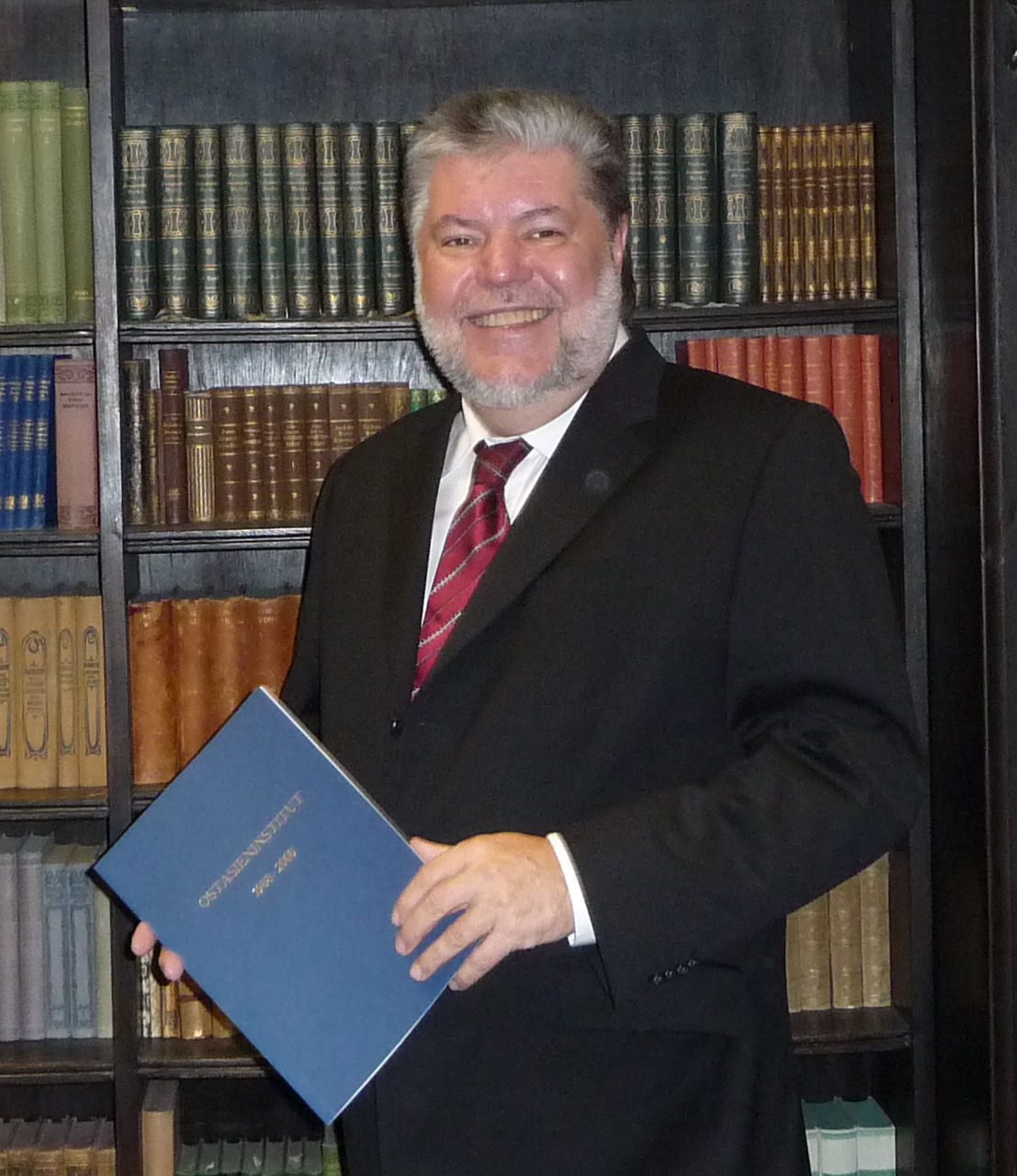
Kurt Beck

### Jahrgänge bis 1800
- Konrad Hubert (1507–1577), Theologe und Komponist
- Jacobus Tabernaemontanus (eigentlich: Jakob Theodor Tabernaemonatanus; 1522–1590), Arzt und Professor
- Kunemann Flinsbach (1527–1571), Reformator
- Johann Wolff (1537–1600), Jurist, Diplomat und Historiker
- Heinrich Fabricius (≈1547–1612), Mediziner, Dichter und Philosoph
- Johann II. von Pfalz-Zweibrücken-Veldenz der Jüngere (1584–1635), Pfalzgraf und Herzog von Pfalz-Zweibrücken
- Karl Ludwig Adolf Petersen (1746–1827), Jurist und Politiker
- Philipp Heinrich Gerhard Petersen (1749–1794), Mediziner
- Johann Wilhelm Petersen (1758–1815), Bibliothekar
- Friedrich von Dungern (1765–1858), Offizier, Oberstallmeister, Geheimer Regierungsrat und Abgeordneter
- Friedrich Schüler (1791–1873), Jurist und demokratischer Politiker
- Christian Culmann (1795–1837), Politiker

### 19. Jahrhundert
- August Ferdinand Culmann (1804–1891), Jurist, Unternehmer und Politiker
- Daniel Friedrich Ludwig Pistor (1807–1886), Jurist, Burschenschafter und Freiheitskämpfer
- Georg Weber (1808–1888), Philologe und Historiker
- Carl Adolf Gugel (1820–1885), Porträt- und Aktmaler
- Karl Culmann (1821–1881), Bauingenieur, Statiker
- Daniel Hertle (1821–1875), Revolutionär des Pfälzischen Aufstands 1849, US-amerikanischer Journalist
- Philipp Theodor Culmann (1824–1863), Theologe und Verfasser von Die christlichen Ethik
- Konrad Knoll (1829–1899), Bildhauer
- Eugen Gugel (1832–1905), Architekt und Hochschullehrer
- Friedrich Mook (1844–1880), Schriftsteller, Theologe, Ägyptologe und Forschungsreisender
- Ludwig Döderlein (1855–1936), Zoologe und Universitätsprofessor
- Oskar Bolza (1857–1942), Mathematiker
- Karl Héraucourt (1860–1942), Preußischer Sanitätsoffizier
- Heinrich Cramer (1866–1927), Regierungsdirektor, höchster pfälzischer Forstbeamter
- Alfred Staehler (1867–1938), Regierungsdirektor der Regierung der Pfalz
- Hermann Geib (1872–1939), Jurist und Politiker
- Wilhelm Wüst (1875–1950), Landrat
- Friedrich Schmitthenner (1876–1945), Entwickler in der Filtertechnik für Lebensmittel
- Karl Leiling (1878–1947), Politiker; Oberbürgermeister von Speyer
- Adolf Konrad (1880–1968), Politiker (BVP)
- Friedrich Lutz (1880–1934), Bildhauer
- Karl Zimmermann (1884–1951), Oberbürgermeister von Frankenthal (Pfalz)
- Hans Hoffmann (1893–1952), Politiker (SPD)
- Jakob Sanwald (1899–1985), Bürgermeister und Ehrenbürger von Pfaffenhofen

### 20. Jahrhundert
- Friedrich Mayer (1913–1944), Holzbildhauer
- Rudolf Knoll (1926–2007), Opernsänger
- Helmut Junker (* 1934), Psychoanalytiker und Autor
- Hans Esselborn (* 1941), Germanist
- Ulrich Battis (* 1944), Rechtswissenschaftler
- Axel Herzog (1944–2010), Autor
- Heinz Schott (* 1946), Medizinhistoriker
- Karsten Ruppert (* 1946), Historiker
- Dieter Villinger (* 1947), Maler
- Kurt Beck (* 1949), Politiker (SPD), 1994–2013 Ministerpräsident von Rheinland-Pfalz
- Hans Christoph Boppel (* 1951), Politiker (GRÜNE)
- Peter Schreiner (* 1955), Erziehungswissenschaftler und Theologe
- Andreas Moster (* 1975), Schriftsteller
- Jens Wollenschläger (* 1976), Organist, evangelischer Kirchenmusiker und Hochschullehrer
- Thorsten Raquet (* 1978), Basketballspieler
- Rouven Roessler (* 1980), Basketballspieler
- Mario Brandenburg (* 1983), Politiker (FDP)
- Friederike Becht (* 1986), Schauspielerin
- Daniel Gebhart (* 1986), Schriftsteller und Unternehmer
- Oliver Stang (* 1988), Fußballspieler
- Andreas Hammer (* 1989), Schauspieler

## Personen, die in Bad Bergzabern gewirkt haben

Miles Coverdale

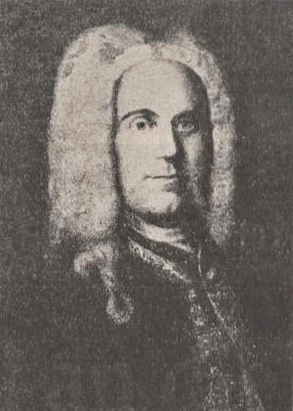
Jonas Erikson Sundahl

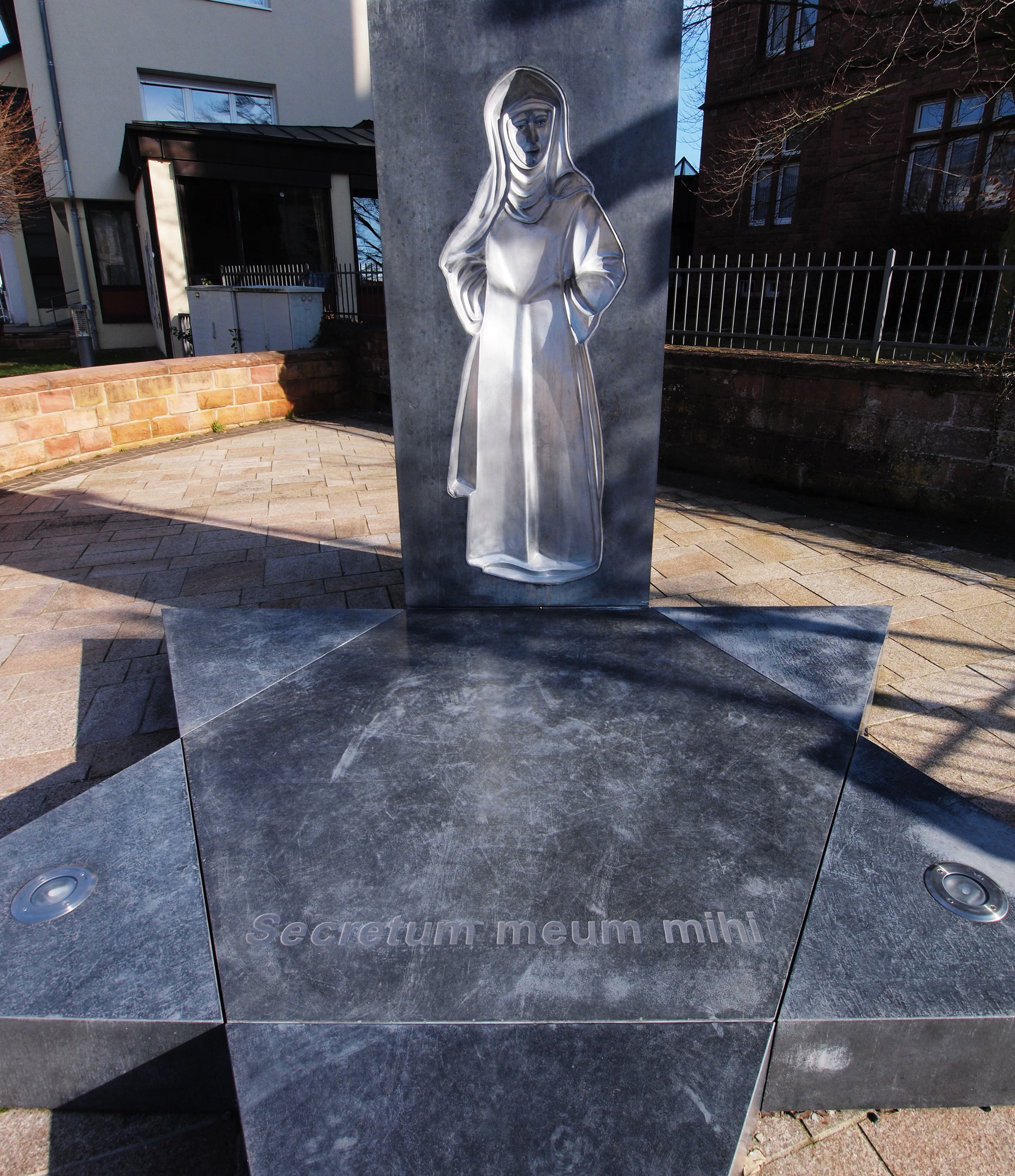
Denkmal für Edith Stein auf dem Ludwigsplatz

- Beatrix von Berg (1360–1395), Kurfürstin von der Pfalz
- Amalie von Brandenburg (1461–1481), Pfalzgräfin und Herzogin von Zweibrücken und Veldenz
- Miles Coverdale (1488–1569), Pfarrer und englischer Bibelübersetzer
- Christian Kolkwitz (* vor 1539–nach 1585), 1566 bis 1577 Pfarrer und Superintendent in der Stadt
- Jakob Ludwig Beuther (1573–1625), Landschreiber und Sohn des Michael Beuther
- Jonas Erikson Sundahl (1678–1762), schwedischer Baumeister und Architekt der Bergzaberner Bergkirche
- Johann Carl Bonnet (1737–1786), Dichter und Pfarrer
- Franz Seraph von Orsini-Rosenberg (1761–1832), zweiter Reichsfürst von Rosenberg
- Friedrich Heinrich von Dungern (1765–1858), Politiker, stammte vor Ort
- Johann Georg Beutner (1788–1859), Mediziner, Kantonsarzt
- Bernhard Würschmitt (1788–1853), Priester und Bildhauer
- Heinrich Carl Welsch (1808–1882), Badearzt
- Philipp Umbscheiden (1816–1870), vertrat den Wahlkreis in der Nationalversammlung 1848/49
- Justus Geiß (1882–1965), Sparkassendirektor und Träger des Bundesverdienstkreuzes
- Ludwig Ritterspacher (1883–1964), Jurist und Politiker (CDU)
- Jakob Sprenger (1884–1945), Politiker (NSDAP)
- Hedwig Conrad-Martius (1888–1966), Philosophin, Bergzaberner Kreis
- Edith Stein (1891–1942), katholische Nonne jüdischer Herkunft, die 1942 im KZ Auschwitz-Birkenau ermordet und 1998 heiliggesprochen wurde
- Ernst Ludwig Leyser (1896–1973), Politiker (NSDAP)
- Otto Stabel (1898–1970), kommissarischer Oberbürgermeister und Stadtkämmerer von Ludwigshafen am Rhein
- Martha Saalfeld (1898–1976), Lyrikerin und Romanschriftstellerin
- Rolf Müller-Landau (1903–1956), Maler
- Paul Nagel (1925–2016), Bildhauer, Maler und Kunstschmied
- Richard Stöbener (1931–2022), Fotograf
- Wilhelm Wallmann (* 1941), Politiker (CDU), Bürgermeister von Bad Bergzabern von 1974 bis 1980
- Dieter Hager (1947–2009), Arzt, Biochemiker und Physiker, gründete 1989 die BioMed Fachklinik vor Ort
- Rainer Wagner (* 1951), Evangelikaler und Träger des Bundesverdienstkreuzes
- Rolf Übel (* 1956), Geschichtswissenschaftler
- Jürgen Tomicek (* 1957), Karikaturist
- Peter Schappert (* 1962), ehemaliger Generalvikar des Bistums Speyer
- Matthias Reinschmidt (* 1964), Biologe und Tierphysiologe
- Volker Wissing (* 1970), deutscher Politiker (FDP) und Bundestagsabgeordneter
- Martin Blankemeyer (* 1971), Filmproduzent, Hochschullehrer und Bundesverdienstkreuzträger
- Alexander Schweitzer (* 1973), Politiker (SPD)
- Simon Schmitz (* 1990), Basketballspieler
- Hans-Erich Klein, Träger des Verdienstordens des Landes Rheinland-Pfalz
- Stephan Werling, erreichte für den TV Bad Bergzabern 1987 bei den Deutschen Leichtathletik-Meisterschaften als Teil der Mannschaftswertung der Crosslauf Mittelstrecke den siebten und 1988 den dritten Platz
- Markus Schwamm, erreichte für den TV Bad Bergzabern 1987 bei den Deutschen Leichtathletik-Meisterschaften als Teil der Mannschaftswertung der Crosslauf Mittelstrecke den siebten 1988 den dritten Platz
- Thomas Schwamm, erreichte für den TV Bad Bergzabern 1987 bei den Deutschen Leichtathletik-Meisterschaften als Teil der Mannschaftswertung der Crosslauf Mittelstrecke den siebten Platz
- Michael Spindler 1988 bei den Deutschen Leichtathletik-Meisterschaften als Teil der Mannschaftswertung der Crosslauf Mittelstrecke den dritten Platz
- Stefan Langhans, Leichtathlet